# ایک‌نظروو
ایک‌نظروو (انگلیسی: Iknazarovo) یک شهرک در شهرستان کوگارچینسکی جمهوری باشقیرستان در کشور روسیه است.